# ジョン・フラナリー
ジョン・フラナリー（John L. Flannery、1962年 - ）はアメリカ合衆国の実業家。2017年8月1日からゼネラル・エレクトリックの最高経営責任者（CEO）を務めている。

## 前半生
ジョン・フラナリーは1962年にバージニア州アレクサンドリアで生まれた。父は連邦預金保険公社の役員であった。彼は二人の姉とともに1971年までアレクサンドリアに住んでいたが、父がコネチカット州ウエストハードフォードの小さな銀行の頭取になったことから、帯同して同地に転居した。1979年にノースウェスト・カトリック・ハイスクールを卒業し、1983年にはフェアフィールド大学ドーラン校において金融分野で学士号を取得した。その後ペンシルベニア大学のビジネススクールに通い、1987年にはペンシルベニア大学ウォートン校でMBAを取得した。

## キャリア
フラナリーは1987年にゼネラル・エレクトリックに入社し、その後企業買収チームのリーダーを務めた。ゼネラル・エレクトリックにおいて史上最大規模となるアルストムの電力事業の買収（170億ドル）などで辣腕を振るった。GEキャピタルで1997年から南米勤務、2005年にはGEキャピタル・アジアパシフィックに移った 。2009年にGEインドの責任者に指名され、インド事業の改革を行った。2013年にはビジネス開発チームのリーダーとなり、M&A戦略を推進した。2014年にはGEヘルスケアのリーダーとなり、ジェフリー・イメルトの後任として2017年8月1日にGEのCEOに就任した。2017年10月3日から取締役会長も兼務している。
しかし、フラナリーが就任した頃のGEは、将来生じるであろう利益を先食いする形で体裁を保つほど財務が悪化していた。フラナリーは、GEが抱えていたヘルスケア事業などの売却により電力・航空・ヘルスケアの3部門を柱とする事業再編を進めたが、業績の悪化と株価の低迷を覆すには至らず、2018年10月1日、CEOを退任するに至った。

## 私生活
2017年6月まではシカゴに拠点を置いていたが、CEO就任に伴い8月からはボストンに移った。結婚しており3人の子供がいる。飼い犬の名をムーキー・ベッツにあやかってつけるほどのボストン・レッドソックスのファンで、趣味は読書、ゴルフ、音楽鑑賞である。オールマン・ブラザーズ・バンドを愛聴し、アトゥール・ガワンデやJ・D・ヴァンスらの著書を愛読している。